# Bienne (Sarthe)
Pour les articles homonymes, voir Bienne (homonymie).
La Bienne est une rivière française qui coule dans le département de la Sarthe, en région Pays de la Loire. C'est un affluent de la Sarthe en rive gauche, donc un sous-affluent de la Loire par la Sarthe et la Maine.

## Géographie
De 31,1 km de longueur

## Communes traversées
La Bienne traverse onze communes, dans le seul département de la Sarthe : Chérancé (72078), Piacé (72235), Les Mées (72192), Grandchamp (72142), Thoiré-sous-Contensor (72355), Coulombiers (72097), Saint-Rémy-du-Val (72317), Louvigny (72170), Aillières-Beauvoir (72002), Villaines-la-Carelle (72374), Neufchâtel-en-Saosnois (72215).

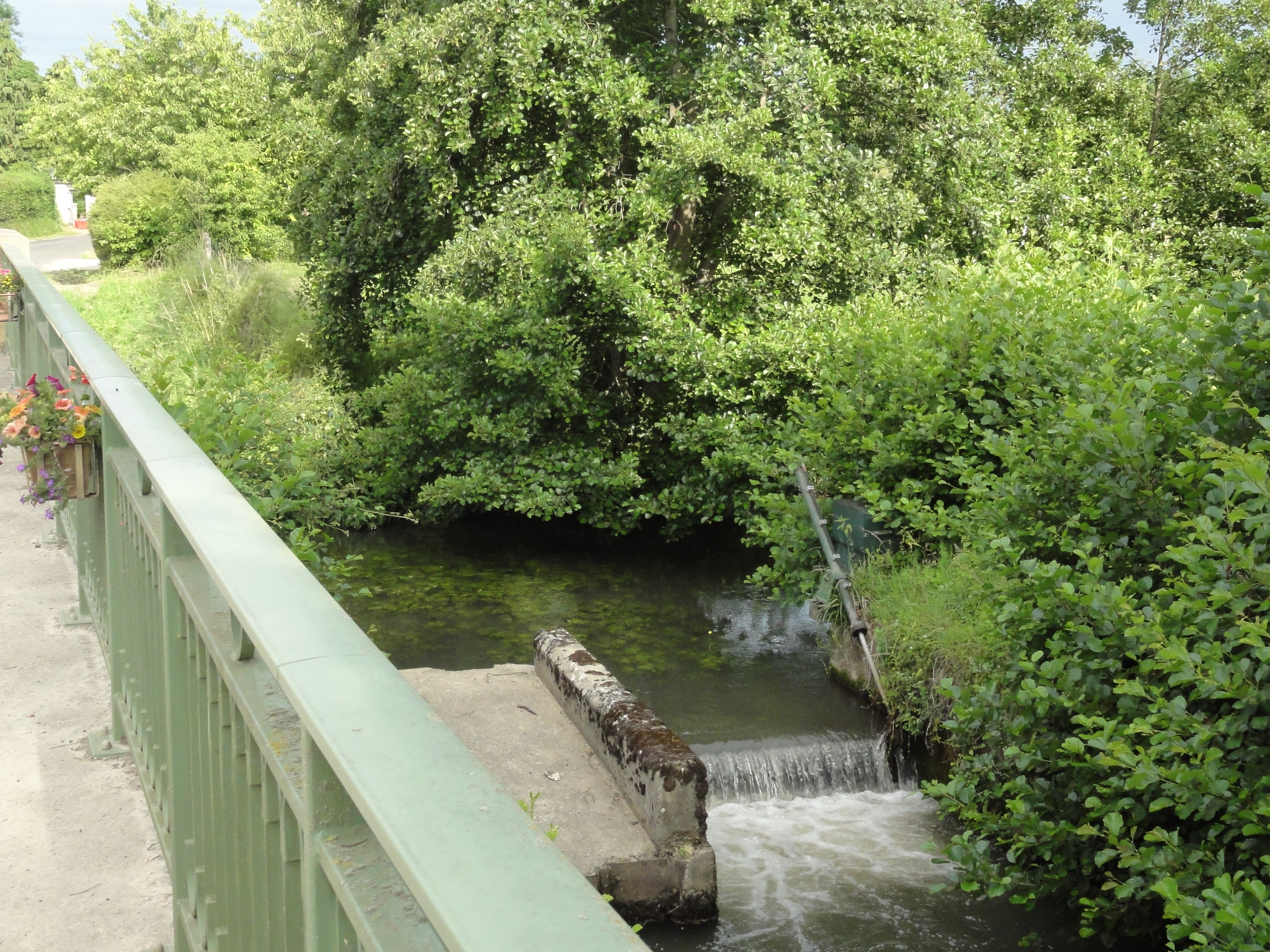
La Bienne à Chérancé.
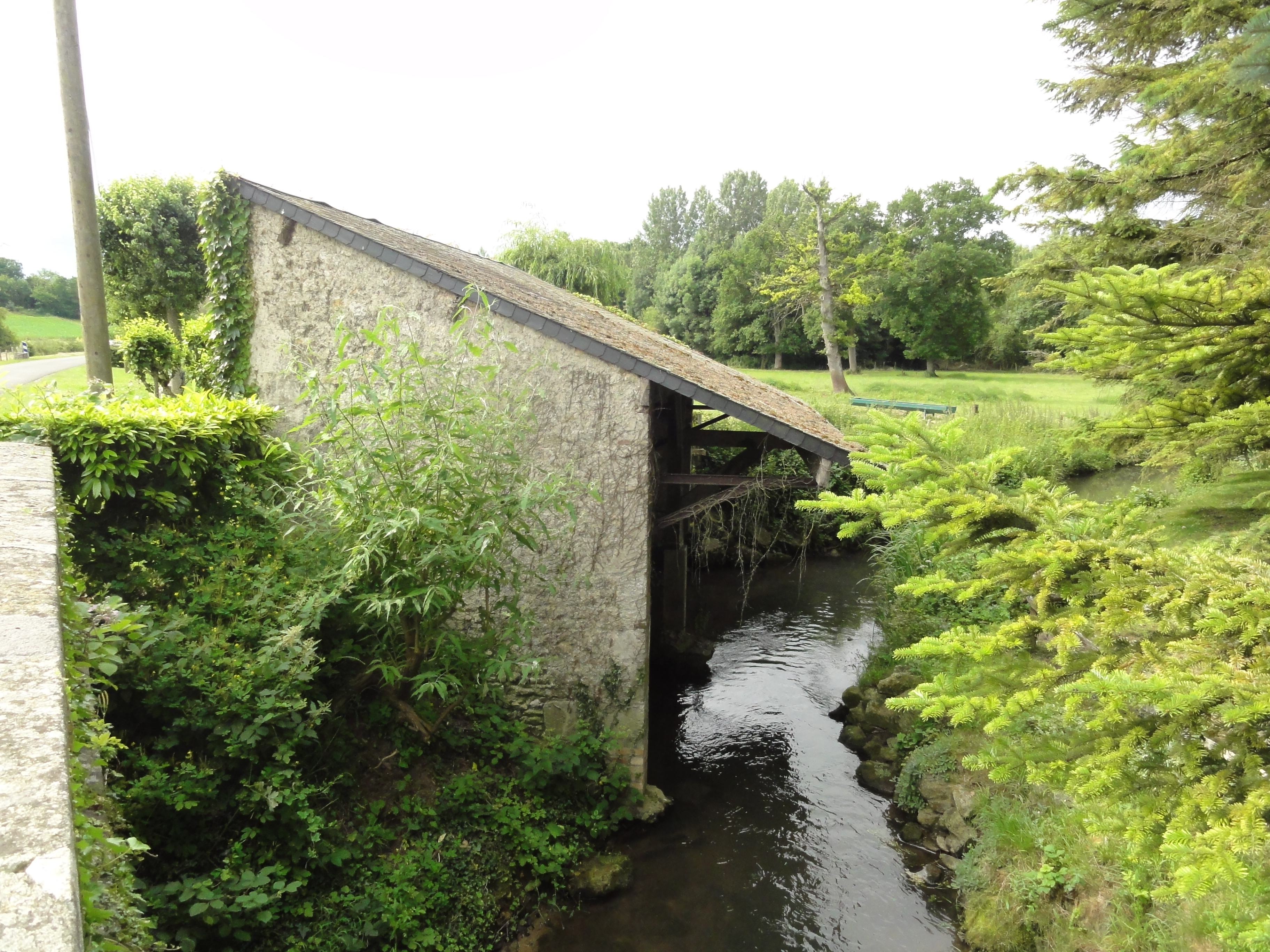
Lavoir sur la Bienne à Grandchamp.

## Affluents
La Bienne a douze affluents référencés dont :
- le Vieille Ville
- le Bécherel
- la Saosnette
- la Semelle
- le Rosay Nord

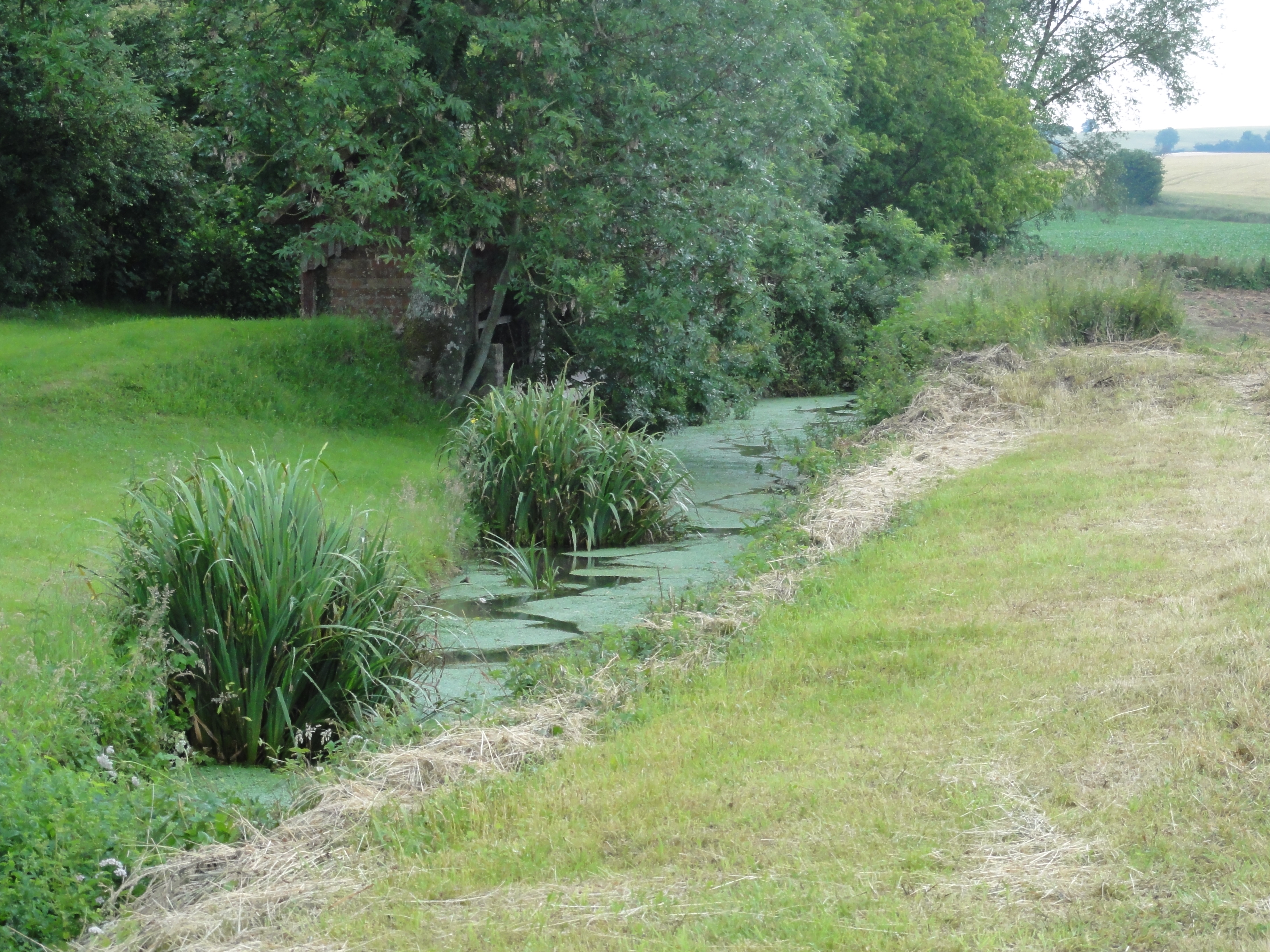
La Saosnette à Saosnes.
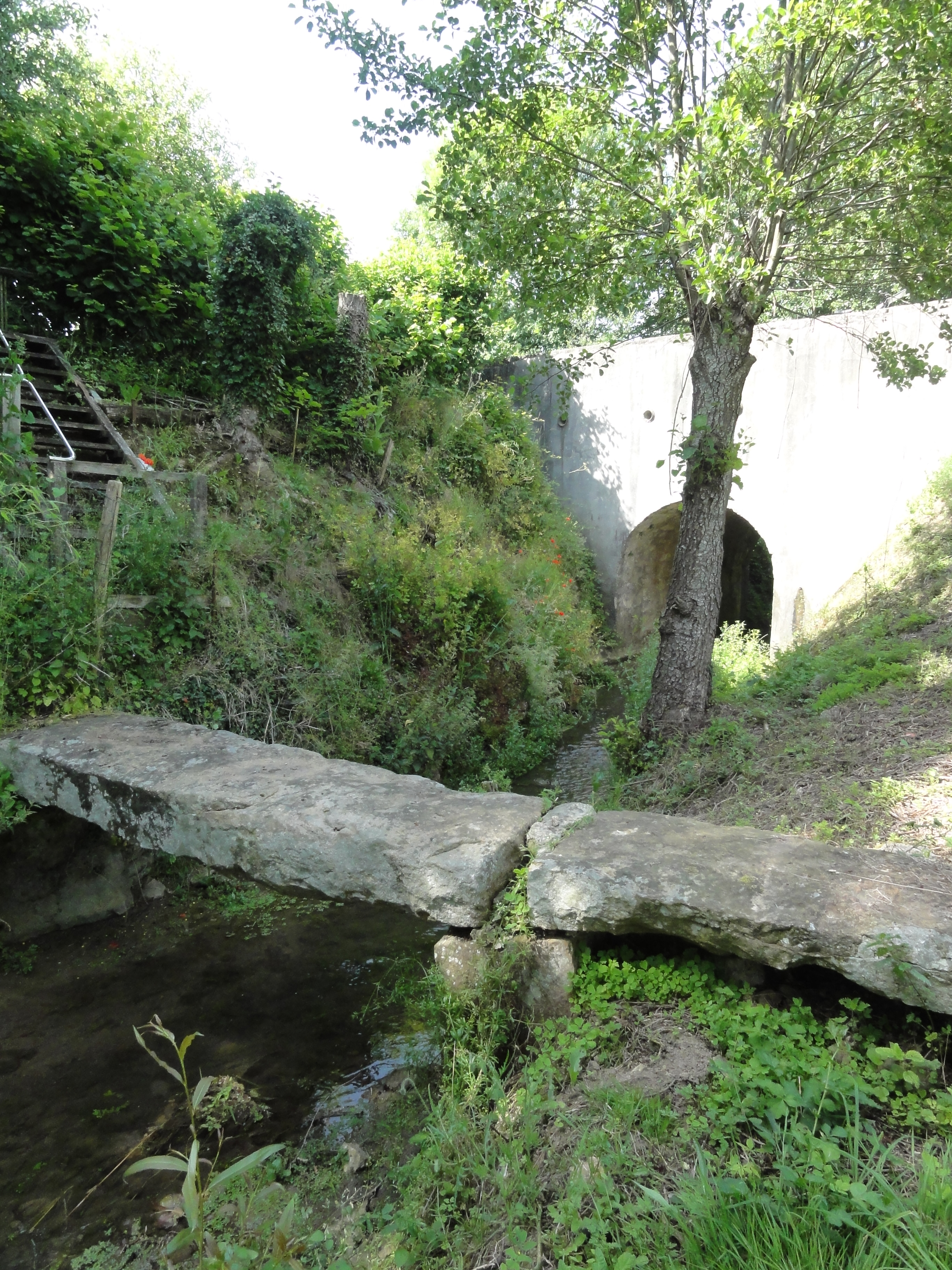
Le Rosay nord à Bourg-le-Roi.

## Hydrologie
Le bassin versant de la Bienne est de 257 km2.